# Rui Machado
Rui Machado (Faro, 10 april 1984) is een tennisser uit Portugal. Hij heeft geen ATP-toernooi gewonnen, maar deed wel mee aan enkele grandslamtoernooien. Hij heeft acht challengers in het enkelspel en één challenger in het dubbelspel op zijn naam staan.

## Jaarverslagen

### 2005
Machado maakte zijn ATP-debuut op het ATP-toernooi van Estoril (verloor in de eerste ronde van Agustín Calleri). Hij bereikte drie finales in futures-toernooien.

### 2006
Hij had pols- en knieblessures in het begin van het seizoen.

### 2007
Hij keerde terug naar het professionele tennis in juli. Hij eindigde het jaar als no. 733.

### 2008
Won 26 matches in futures toernooien. Hierdoor werd hij nummer 328. Hij kreeg een Wildcard voor het ATP-toernooi van Estoril. Als een gekwalificeerde speler bereikte hij de tweede ronde van US Open, waar hij verloor van Fernando Verdasco. Hij eindigde het jaar op plaats 178.

### 2009
Hij won in februari zijn eerste ATP challenger toernooi, en dit in Meknes (versloeg David Marrero). Hij won in het enkelspel de challenger in Athene (versloeg Daniel Muñoz de la Nava), maar verloor in het dubbelspel de finale (zijn partner: Jesse Huta Galung). Hij kwalificeerde zich voor Roland Garros, waar hij in de tweede ronde verloor van Fernando González). In juli vertegenwoordigde hij Portugal op het Davis Cup 2009 Europese/Afrikaanse zone, waar hij de Algerijnse Valentin Rahmine versloeg. Hij kwalificeerde zich voor US Open, waar hij in de eerste ronde verloor van Daniel Köllerer.

### 2010
Hij eindigde als de Portugese no.1 en voor het eerste in zijn carrière in de top 100. Hij voltooide zijn beste resultaat op het niveau van de challengers met een record van 44-20 en twee titels op gravel, één in Napels (versloeg Federico Delbonis) en één in Asunción (versloeg Ramón Delgado). Hij eindigde het jaar met een halve finale en twee kwartfinales. Hij bereikte de finale in Meknes (verloor van Oleksandr Dolgopolov). Zijn beste resultaat dit jaar op ATP-niveau bereikte hij op het ATP-toernooi van Estoril. Daar bereikte hij de kwartfinale (verloor van Frederico Gil). Hij kwalificeerde zich ook voor het ATP-toernooi van Costa do Sauípe, waar hij de tweede ronde bereikte (versloeg Marcos Daniel, maar verloor van Igor Andrejev). Hij verdiende dit jaar US$ 112.742.

### 2011
De topspeler van Portugal verbeterde opnieuw zijn eindejaarsranking, ditmaal als no.68. Zijn hoogtepunten waren de kwartfinale op het ATP-toernooi van Costa do Sauípe (verloor van Nicolás Almagro) en vier challengers op zijn naam, en ook nog eens vier halve finales. Hij had een record van 41-14 op challengersniveau. Hij won zijn titels in maart in Marrakesh (versloeg Maxime Teixeira), in juni in Rijeka (versloeg Grega Žemlja), in juli in Poznań (versloeg Jerzy Janowicz) en in september in Szczecin (versloeg Éric Prodon). Hij kwalificeerde zich voor het ATP Challenger Finals, en had een record van 2-1 in de groep. Hij verdiende dit jaar US$ 245.290.

## Palmares

### Enkelspel
| Nr.                  | Datum             | Toernooi  | Ondergrond | Tegenstander in finale  | Score          |
| -------------------- | ----------------- | --------- | ---------- | ----------------------- | -------------- |
| gewonnen challengers |                   |           |            |                         |                |
| 1.                   | 23 februari 2009  | Meknes    | Gravel     | David Marrero           | 6-2, 66-7, 6-3 |
| 2.                   | 6 april 2009      | Athene    | Gravel     | Daniel Muñoz de la Nava | 6-3, 7-64      |
| 3.                   | 29 maart 2010     | Napels    | Gravel     | Federico Delbonis       | 6-4, 6-4       |
| 4.                   | 11 oktober 2010   | Asunción  | Gravel     | Ramón Delgado           | 6-2, 3-6, 7-5  |
| 5.                   | 21 maart 2011     | Marrakesh | Gravel     | Maxime Teixeira         | 6-3, 67-7, 6-4 |
| 6.                   | 30 mei 2011       | Rijeka    | Gravel     | Grega Žemlja            | 6-3, 6-0       |
| 7.                   | 18 juli 2011      | Poznań    | Gravel     | Jerzy Janowicz          | 6-3, 6-3       |
| 8.                   | 12 september 2011 | Szczecin  | Gravel     | Éric Prodon             | 2-6, 7-5, 6-2  |

### Palmares dubbelspel
| Nr.                  | Datum        | Toernooi | Ondergrond | Partner                 | Tegenstanders in finale        | Score    |
| -------------------- | ------------ | -------- | ---------- | ----------------------- | ------------------------------ | -------- |
| gewonnen challengers |              |          |            |                         |                                |          |
| 1.                   | 19 juli 2010 | Poznań   | Gravel     | Daniel Muñoz de la Nava | James Cerretani Adil Shamasdin | 6-2, 6-3 |

## Resultaten grandslamtoernooien
| Legenda | Legenda                          |
| ------- | -------------------------------- |
| g.t.    | geen toernooi gehouden           |
| l.c.    | lagere categorie                 |
| –       | niet deelgenomen                 |
| G       | uitgeschakeld in de groepsfase   |
| 1R      | uitgeschakeld in de eerste ronde |
| 2R      | uitgeschakeld in de tweede ronde |
| 3R      | uitgeschakeld in de derde ronde  |
| 4R      | uitgeschakeld in de vierde ronde |
| KF      | uitgeschakeld in de kwartfinale  |
| HF      | uitgeschakeld in de halve finale |
| F       | de finale verloren               |
| W       | het toernooi gewonnen            |
| w-v     | winst/verlies-balans             |

### Enkelspel
In deze tabel worden enkele jaren overgeslagen, omdat deze tennisser die jaren niet meedeed aan ten minste één toernooi van deze tabel.
| Grandslamtoernooien   |      |                 |                 |                 |        |
| Australian Open       | –    | –               | 1R              | 1R              | 0-2    |
| Roland Garros         | –    | 2R              | 1R              | 1R              | 1-3    |
| Wimbledon             | –    | –               | –               | 1R              | 0-1    |
| US Open               | 2R   | 1R              | –               | 1R              | 1-3    |
| Winst-verlies         | 1-1  | 1–2             | 0-2             | 0-4             | 2-9    |
| ATP World Tour Finals |      |                 |                 |                 |        |
| ATP World Tour Finals | –    | –               | –               | –               | 0-0    |
| ATP Masters 1000      |      |                 |                 |                 |        |
| Indian Wells          | –    | –               | –               | 1R              | 0-1    |
| Miami                 | –    | –               | –               | –               | 0-0    |
| Monte Carlo           | –    | –               | –               | –               | 0–0    |
| Rome                  | –    | –               | –               | –               | 0-0    |
| Hamburg               | –    | lager categorie | lager categorie | lager categorie | 0–0    |
| Madrid                | –    | –               | –               | –               | 0-0    |
| Montréal/Toronto      | –    | –               | –               | –               | 0–0    |
| Cincinnati            | –    | –               | –               | –               | 0-0    |
| Shanghai              | g.m. | –               | –               | –               | 0–0    |
| Parijs                | –    | –               | –               | –               | 0-0    |
| Olympische Spelen     |      |                 |                 |                 |        |
| Olympische Spelen     | –    | geen toernooi   | geen toernooi   | –               | 0-0    |
| Statistieken          |      |                 |                 |                 |        |
| Totaal aantal titels  | 0    | 0               | 0               | 0               | 0      |
| Totaal winst-verlies  | 3-3  | 3-5             | 5-13            | 1-14            | 29-52  |
| Eindejaarsranking     | 165  | 124             | 68              | 306             | n.v.t. |

### Mannendubbelspel
In deze tabel worden enkele jaren overgeslagen, omdat deze tennisser die jaren niet meedeed aan ten minste één toernooi ven deze tabel.
| Grandslamtoernooien   |       |     |        |
| Australian Open       | –     | 1R  | 0-1    |
| Roland Garros         | –     | 1R  | 0-1    |
| Wimbledon             | –     | –   | 0-0    |
| US Open               | 2R    | –   | 1-1    |
| Winst-verlies         | 1-1   | 0–2 | 1-3    |
| ATP World Tour Finals |       |     |        |
| ATP World Tour Finals | –     | –   | 0-0    |
| Olympische Spelen     |       |     |        |
| Olympische Spelen     | g. t. | –   | 0-0    |
| Statistieken          |       |     |        |
| Totaal aantal titels  | 0     | 0   | 0      |
| Eindejaarsranking     | 351   | 555 | n.v.t. |